# سردر خانه ساعد السلطان
سر در خانه ساعد السلطان مربوط به دوره پهلوی است و در سنندج، خیابان امام، سه راه حبیبی، جنب خانه آصف واقع شده و این اثر در تاریخ ۱۹ شهریور ۱۳۸۰ با شمارهٔ ثبت ۴۴۷۵ به‌عنوان یکی از آثار ملی ایران به ثبت رسیده است.